# Valkyria Chronicles (anime)
Valkyria Chronicles là phiên bản anime của game Battlefield Valkyria: Gallian Chronicles (戦場のヴァルキュリア -Gallian Chronicles- Senjō no Varukyuria -Gallian Chronicles-), một trò chơi sản xuất bởi Sega dành riêng cho Play Station 3. Nội dung của anime này dựa nhiều vào manga hơn là game. Công chiếu lần đầu vào ngày 4 tháng 4 năm 2009, Valkyria Chronicles trên các kênh Animax, Tokyo MX, MBS, CBC, Chiba TV, Television Kanagawa, Television Hokkaido, BS11 và TVQ Kyushu Broadcasting

## Nội dung
Valkyria Chronicles, cũng như phiên bản game, lấy bối cảnh năm 1935 ở Europa (thực chất là phiên bản tưởng tượng của châu Âu thời đó). Đất nước Gallia, một vùng đất trung lập, do sở hữu lượng mỏ ragnite dồi dào, bị liên minh đế quốc Đông Âu đưa quân sang đánh chiếm. Trước hành động đó, Liên bang Đại Tây Dương vốn có ý định chiếm Gallia từ lâu, và bản thân lúc đó đang trong tình trạng chiến tranh với liên minh đế quốc Đông Âu, cũng quyết định tiến công đất nước nhỏ bé này.
Khi liên quân đế quốc tấn công thị trấn gần biên giới Bruhl của Gallia, Welkin Gunther, con trai của tướng quân Belgen Gunther quá cố, buộc phải đứng lên chiến đấu cùng đội trưởng đội phòng vệ của thị trấn, Alicia Melchiott. Cùng với em gái nuôi của Welkin là Isara Gunther, cả ba chạy trốn về thủ đô của Gallia và gia nhập quân đội. Là thành viên của đơn vị mới thành lập - Đội 7 - họ gánh trên vai trách nhiệm phải chiến đấu đến cùng cũng như khám phá ra mục đích thực sự của cuộc xâm lược.

## Nhân vật

### Gallia

#### Quân đội
Welkin Gunther (ウェルキン・ギュンター Werukin Gyuntā)
Lồng tiếng bởi: Chiba Susumu (tiếng Nhật), Dave Wittenberg (tiếng Việt)
Nhân vật chính của anime. Anh 22 tuổi, đang theo học đại học trước khi có cuộc xâm lăng của liên minh đế quốc. Trí thông minh và sự quyết đoán của Welkin giúp cho anh được chọn vào vị trí chỉ huy của đội 7 sau khi gia nhập Militia. Anh theo học ngành Động vật học, ngành học cho anh sự hiểu sâu sắc về hệ thực vật và động vật của Gallia cũng như làm nền tảng cho những chiến lược của đội 7. Sau chiến tranh anh trở thành thầy giáo đúng như tâm nguyện và sau đó ít lâu cưới Alicia.
Alicia Melchiott (アリシア・メルキオット Arishia Merukiotto)
Lồng tiếng bởi: Inoue Marina (tiếng Nhật), Colleen O'Shaughnessey (tiếng Việt)
Nữ anh hùng của anime. Alicia 19 tuổi, ước mơ lớn trong đời là trở thành một thợ làm bánh nổi tiếng. Alicia trở thành một người lính sau một vụ càn quét của quân xâm lược. Thẳng thắn, đáng tin cậy, cô rất thích giúp đỡ người khác, và theo thời gian dần dần có cảm tình với Welkin. Cô cũng đóng vai trò chăm lo cho Hans, người sau này trở thành một thành viên danh dự của đội 7. Anime dường như được xây dựng chủ yếu dưới góc nhìn của Alicia. Sau chiến tranh, trong cùng một ngày cô vừa nhận được chứng chỉ thợ bánh quốc gia vừa làm đám cưới với Welkin.
Isara Gunther (イサラ・ギュンター Isara Gyuntā)
Lồng tiếng bởi: Kuwashima Hōko (tiếng Nhật), Laura Bailey (tiếng Việt)
Em gái nuôi 16 tuổi của Welkin's, rất quan tâm lo lắng cho các đồng đội. Tuy không phải là ruột thịt nhưng cô rất yêu người anh nuôi của mình. Cô là người cầm lái chiếc xe tăng có một không hai Edelweiss mà người cha ruột Theimer đã thiết kế trong Chiến tranh Europa lần I (nhưng khi đó chiếc chiến xa quá đắt để có thể nhân rộng sản xuất). Cô quàng một chiếc khăn choàng biểu thị rằng cô là một Darcsen, một chủng người bị ngược đãi bởi lỗi lầm của tổ tiên họ trong quá khứ. Cô hi sinh trong một trận chiến.
Brigitte "Rosie" Stark (ブリジット・"ロージー"・シュターク Burijitto "Rōjī" Shutāku)
Lồng tiếng bởi: Toyoguchi Megumi (game tiếng Nhật), Minagawa Junko (anime tiếng Nhật), Hedy Burress (tiếng Anh)
27 tuổi, Brigitte trước kia là một ca sĩ hát quán bar với nghệ danh "Rosie", và cũng chỉ muốn gọi bằng cái tên này. Thành kiến với người Darcsen làm quan hệ của cô với Isara và Zaka không được tốt lắm, tuy nhiên dần dần thì Rosie cũng đã bỏ được nó. Cô đã sáng tác bài hát "Love Moves On" để tưởng nhớ về người bạn Isara Gunther, sau này bài hát đã trở thành quốc ca của Gallia.

#### Dân thường
Irene Ellet (イレーヌ・エレット Irēnu Eretto)
Lồng tiếng bởi: Shindō Naomi (tiếng Nhật), Kari Wahlgren (tiếng Việt)
Irene là một phóng viên 25 tuổi của đài phát thanh GBS, luôn năng nổ tìm kiếm những sự kiện mới nhất. Vào thời điểm khai màn của Chiến tranh Europa II, cô thu thập tin tức cho cả Liên minh đế quốc và Liên bang Đại Tây Dương. Tuy nhiên, sau khi Gallia bị xâm lược, cô tự nguyện đi cùng với Đội 7, trở thành phóng viên chiến tranh của Militia với mong muốn cho mọi người biết sự thật về cuộc chiến tàn khốc. Trong game, Irene là người kể lại toàn bộ câu chuyện, nhưng người chơi không biết điều đó cho đến lúc game gần kết thúc. Nguyên do là sau chiến tranh, cô đã kết hôn với người bạn trai lâu năm và đổi tên thành Irene Koller.

#### Hoàng gia
Cordelia gi Randgriz (コーデリア・ギ・ランドグリーズ Kōderia gi Randogurīzu)
Lồng tiếng bởi: Noto Mamiko (tiếng Nhật), Kate Higgins (tiếng Việt)
Công chúa 16 tuổi của Gallia.
Maurits von Borg (マウリツ・ヴォン・ボルグ Mauritsu von Borugu)
Lồng tiếng bởi: Shibata Hidekatsu (tiếng Nhật), Dwight Schultz (tiếng Việt)
Thủ tướng Gallia.

### Liên minh Đế quốc
Maximilian (マクシミリアン Makushimirian)
Lồng tiếng bởi: Fukuyama Jun (tiếng Nhật), Matthew Yang King (tiếng Việt)
29 tuổi, tham vọng, đầu óc chiến lược tuyệt vời, Maximilian là một hoàng tử của đế chế và là chỉ huy tối cao của lược lượng quân chiếm đánh Gallia. Dưới quyền trực tiếp của anh là Drei Stern, gồm những tướng lĩnh được chọn lọc kĩ lưỡng. Trong những thời khắc cuối cùng của chiến tranh anh ta bị đánh bại bởi đội 7 và sau đó bị Faldio Landzaat giết chết.
Selvaria Bles (セルベリア・ブレス Seruberia Buresu)
Lồng tiếng bởi: Ohara Sayaka (tiếng Nhật), April Stewart (tiếng Việt)
Một phụ nữ quý tộc kiêu hãnh và lãnh đạm, 22 tuổi, thành viên của Drei Stern và phục tùng Maximilian với sự trung thành tuyệt đối. Dòng máu huyền thoại Valkyria chảy trong người cô, khiến cho Selvaria có một sức mạnh cực kỳ siêu việt.